# Maryam Mohammed Khalfan al-Roumi
Maryam Mohammed Khalfan al-Roumi, née le 2 février 1957, est une femme politique émiratie, actuellement ministre des Affaires sociales.

## Influence
En 2015, Maryam Mohammed Khalfan al-Roumi est 10e dans le classement des femmes arabes membres de gouvernement les plus puissantes, selon le magazine Forbes (édition du Moyen Orient).

### Sources
- (en) Cet article est partiellement ou en totalité issu de l’article de Wikipédia en anglais intitulé « Maryam Mohammed Khalfan Al Roumi » (voir la liste des auteurs).